# Varawut Silpa-archa
Varawut Silpa-archa (thaï : วราวุธ ศิลปอาชา ; RTGS : Warawut Silopacha) est un homme politique thaïlandais né le 11 juillet 1973 à Bangkok.
En 2001, il succède à son père, 21e premier ministre thaïlandais, Banhan Silapa-archa, en tant que membre de la chambre des représentants thaïlandaise pour la 1re circonscription de Suphanburi et siège au groupe du Parti de la Nation thaïe, avant d'être interdit de politique à partir de 2008 pour avoir dirigé un parti dissout par la Cour constitutionnelle. Il est réélu en 2019 sur la liste proportionnelle du successeur du PNT, le Parti du Développement national thaïlandais.
En 2008, il est vice-ministre des Transports sous le gouvernement de Somchai Wongsawat. En 2019, il devient ministre des Ressources naturelles et de l'Environnement dans le second gouvernement de Prayut Chan-o-cha. Il est ensuite, en 2023, ministre du Développement social et de la Sécurité humaine sous le gouvernement Srettha Thavisin, succédant ainsi à Juti Kraireuk.